# Zasada reaferencji
Zasada reaferencji – cybernetyczna teoria wyjaśniająca, dlaczego te same bodźce ze świata otaczającego wywołują reakcje typu odruchu bezwarunkowego, jeśli docierają do osobnika (zwierzęcia lub człowieka) biernego, natomiast nie wywołują ich docierając do osobnika w aktywnym ruchu. 
Zasada ta została sformułowana w 1950 roku przez Ericha von Holsta i Horsta Mitteelstaedta. U człowieka dotyczy to np. wodzenia wzrokiem za uciekającym, spójnym ruchem elementów otoczenia (tzw. fizjologiczny oczopląs), które występuje np. podczas jazdy pociągiem, ale nie występuje podczas biegu czy choćby jazdy rowerem. 
Według zasady reaferencji wykonanie ruchu spontanicznego przesyła do ośrodkowego układu nerwowego tzw. kopię eferentną, która określa, jakiej informacji zmysłowej (aferencji lub aferentacji) należy się spodziewać w wyniku tego ruchu, a gdy taka spodziewana informacja dotrze jako tzw. reaferencja, pobudzenie zostanie "wygaszone". Inaczej się dzieje w 2 innych przypadkach:
1. gdy brak aktywnego ruchu własnego (a więc brak kopii eferentnej), pobudzenie egzaferentne wywoła odruch kompensacyjny (nie ma go co "wygasić"),
2. egzaferencja nie zgadza się z kopią eferentną przy ruchu własnym – np. wyjmowanie klucza z wanny z wodą związane z kompensacyjnym odruchem macania po dnie wanny.